# ققنوس و قمری

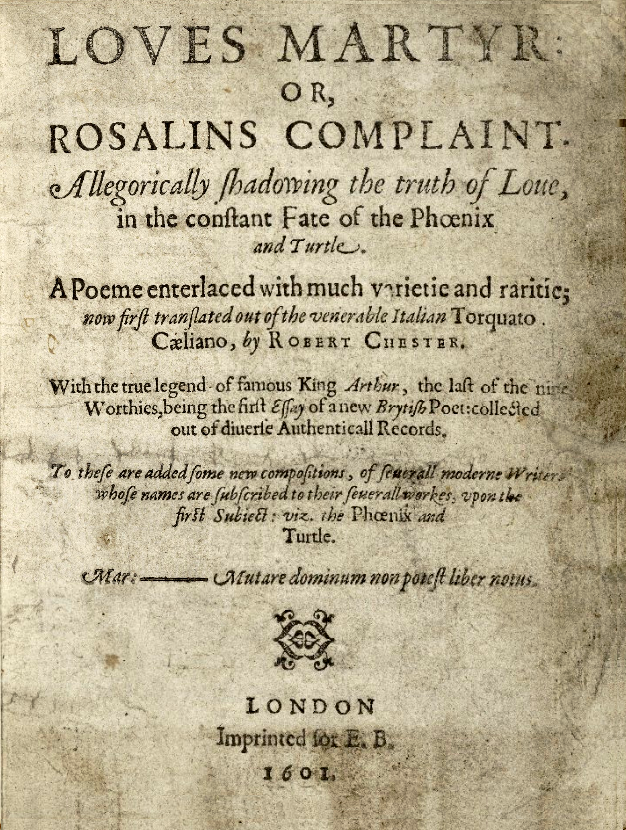
شعر شکسپیر ققنوس و قمری برای اولین بار در کتاب شهید عشق رابرت چستر (۱۶۰۱) منتشر شد.

ققنوس و قمری شعری تمثیلی از ویلیام شکسپیر در مورد مرگ عشق آرمانی است. این شعر عموماً از مبهم‌ترین آثار وی در نظر گرفته می‌شود و تفسیرهای متناقض بسیاری از آن شده است. همچنین این اثر «اولین شعر بزرگ متافیزیکی منتشر شده» خوانده شده است. عنوان «ققنوس و قمری» یک عنوان قراردادی است. شعر زمانی که منتشر شد، بدون عنوان بود.

## ترجمهٔ فارسی
این شعر همراه با شعر «شکایت عاشق» با ترجمهٔ امید طبیب‌زاده از سوی نشر چشمه منتشر شده است. این کتاب شامل متن اصلی و ترجمهٔ فارسیِ دو شعر ویلیام شکسپیر و همچنین شامل ترجمهٔ سه نقد و تفسیر مهم است که به بررسی اشعار غیرنمایشی شکسپیر خصوصاً این دو شعر اختصاص دارد.

## مطلع
Let the bird of loudest lay,

On the sole Arabian tree,

Herald sad and trumpet be,

To whose sound chaste wings obey.
But thou, shrieking harbinger,

Foul pre-currer of the fiend,

Augur of the fever's end,

To this troop come thou not near.